# Шевченка (Приазовська селищна громада)
Шевче́нка — село в Україні, у Приазовській селищній громаді Мелітопольського району Запорізької області. Населення становить 336 осіб. До 2017 року Орган місцевого самоврядування — Шевченківська сільська рада.

## Географія
Село Шевченка розташоване за 161 км від обласного центру, 38 км від районного центру, за 1,5 км від лівого берега річки Домузла. Найближчі сусідні села Петрівка (1 км) та Гамівка (5 км). Селом тече пересихаючий струмок з загатами.

## Історія
Село засноване 1856 року під первинною назвою Новотроїцьке.
У 1966 році перейменоване в село Шевченка.
3 серпня 2017 року, в ході децентралізації, Шевченківська сільська рада об'єднана з Приазовською селищною громадою.
17 липня 2020 року, в результаті адміністративно-територіальної реформи та ліквідації Приазовського району, село увійшло до складу Мелітопольського району.

## Економіка
- Обробка землі декількома фермерськими господарствами.

## Об'єкти соціальної сфери
- Середня загальноосвітня школа.
- Будинок культури.
- Амбулаторія.